# Bergmann-Bayard
La Bergmann-Bayard fue una pistola semiautomática diseñada para la firma alemana Bergmann Waffenfabrik y producida bajo licencia en Bélgica y Dinamarca.

## Bergmann Mars

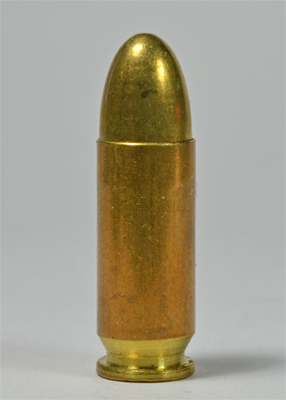
Un 9 mm Largo/9 mm Bergmann–Bayard.

La pistola Bergmann Mars diseñada en 1901 fue el primer diseño para la compañía de Theodor Bergmann dirigido directamente al mercado militar. Esta pistola se diseñó originalmente para el cartucho 7,63 x 25 Mauser pero pronto se cambió al cartucho de 9 x 23 mm de su invención; este cartucho era más potente que el 9 x 19 Parabellum y terminó con el tiempo siendo llamado entre otras muchas designaciones 9 mm Bergmann-Bayard. El arma despertó el interés de varios ejércitos y fue objeto de varias pruebas en competencia con las pistolas Mauser C96, FN M1900 y Luger.

## Modelo 1903
La Bergmann Mars modelo 1903 fue adoptada y declarada reglamentaria para el ejército español en 1905 como Pistola Bergmann de 9 mm. Modelo 1903 para reemplazar a los ya obsoletos revólveres Smith & Wesson Modelo 1884 en servicio. Incapaz de encontrar un fabricante alemán para completar el pedido español de 3000 pistolas, Theodor Bergmann se dirigió al fabricante belga, Anciens Etablissements Pieper (que usaba la marca registrada "Bayard") que completó el pedido. Esta pistola con ciertas modificaciones fue conocida como Bergmann Bayard 1908 (no debe confundirse con la Pieper-Bayard 1908), o en España como Pistola Bergmann de 9 mm. Modelo 1903/08, ya que aunque se adoptó en 1905, la entrega de las aproximadamente 3.000 armas no se completó hasta dos años después. Mientras tanto, otros fabricantes como Esperanza y Unceta con su pistola Campo Giro adoptaron la munición de 9 mm Bergmann-Bayard y, debido a su larga historia de uso en subfusiles, carabinas y pistolas españolas, hoy en día se conoce más comúnmente como el 9 mm Largo.
Después de ser utilizada en la guerra del Rif, sus usuarios llegaron a la conclusión que el arma no contaba con la calidad precisa para cumplir con el desempeño a que había sido destinada y también de ser peligrosa debido a los contrastados accidentes que producía. Su construcción dejaba mucho que desear, y los materiales empleados en ella no eran los más idóneos. La mayoría de los accidentes se debieron a la rotura del puente trasero al habérsele asignado el cartucho 9 Largo español sin tener en cuenta que el original del arma, el 9 mm Bergmann-Bayard, tenía menos carga; exactamente 0,48 gramos de pólvora, por lo que la Real Orden de 14 de octubre de 1912 redujo esta a 0,40 g. Esta pistola ostenta el dudoso honor de ser el arma más fugaz en la historia del ejército español, pues aunque se declaró reglamentaria en 1905, no fue hasta 1909 cuando se entregaron a los oficiales, siendo reemplazada por la Campo-Giro solo tres años más tarde.

## Modelos 1910 y 1910/21
Al mismo tiempo, el ejército danés adoptó la Bergmann-Bayard en 1910. Denominada Bergmann-Bayard M1910, la orden danesa se completó en 1912 habiéndose entregado un total de 4840 unidades, y AEP continuó fabricando pistolas comerciales. La pistola se produjo en Bélgica hasta 1914, cuando la producción para otros países cesó a causa de la ocupación del país por el ejército alemán durante la Primera Guerra Mundial; la fábrica siguió produciendo las pistolas para uso alemán y con diferentes marcajes. El experto James Stewart afirma en un artículo de 1973 de la revista Gun Digest que durante la ocupación los números de serie comprendidos entre el 15.000 y el 16.000 fueron fabricados y bajo las especificaciones y con marcajes del ejército alemán.
Finalizado el conflicto, los daneses compraron a Pieper la licencia para fabricarla y más de 2.200 pistolas Bergmann-Bayard fueron producidas en Copenhague. Además, la mayoría de las M1910 de preguerra entregadas al ejército danés por AEP se convirtieron para cumplir con las nuevas especificaciones. Se realizaron varias modificaciones al diseño original, entre otras, un extractor y cerrojo mejorados, un tornillo para retener la placa lateral en lugar de un cierre con resorte, unas cachas de mayor tamaño y altura, cambiar la forma del muelle real pasando de ser recto a tener forma de “S” y colocar la inscripción M. 1910/21 en el lado izquierdo. 
Las empuñaduras originales eran de Trolit, un material plástico a cuadros similar a la baquelita. Sin embargo, era propenso a astillarse y combarse, y la mayoría de los nuevos modelos 1910/21 estaban equipados con cachas de madera talladas a cuadradillo.
Los últimos modelos 1910/21 daneses se construyeron en 1935, pero siguieron siendo usadas como arma estándar por los militares daneses hasta 1946, cuando fueron reemplazadas por las Browning Hi-Power.

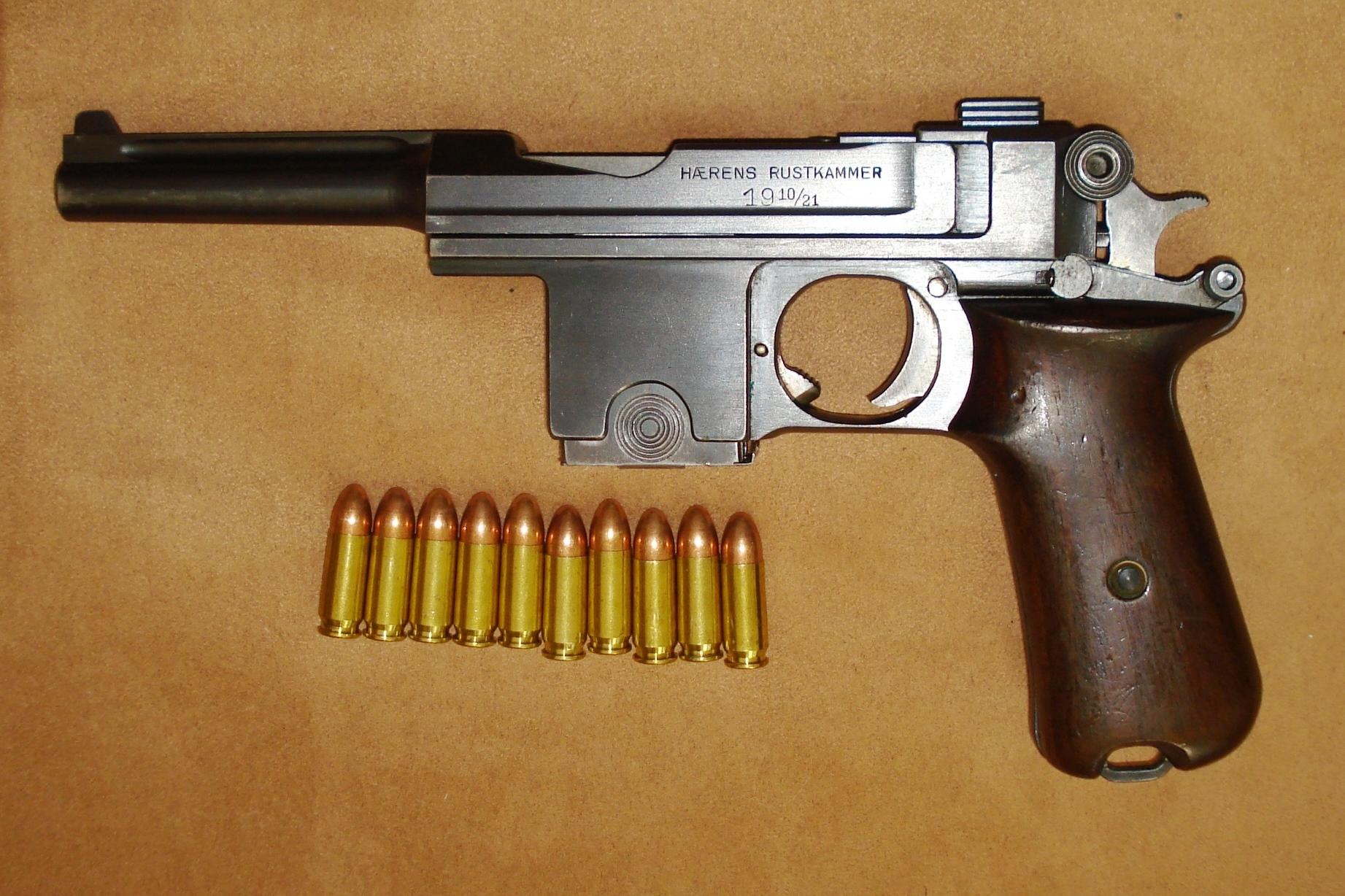
Una Bergmann M1910/21 danesa.
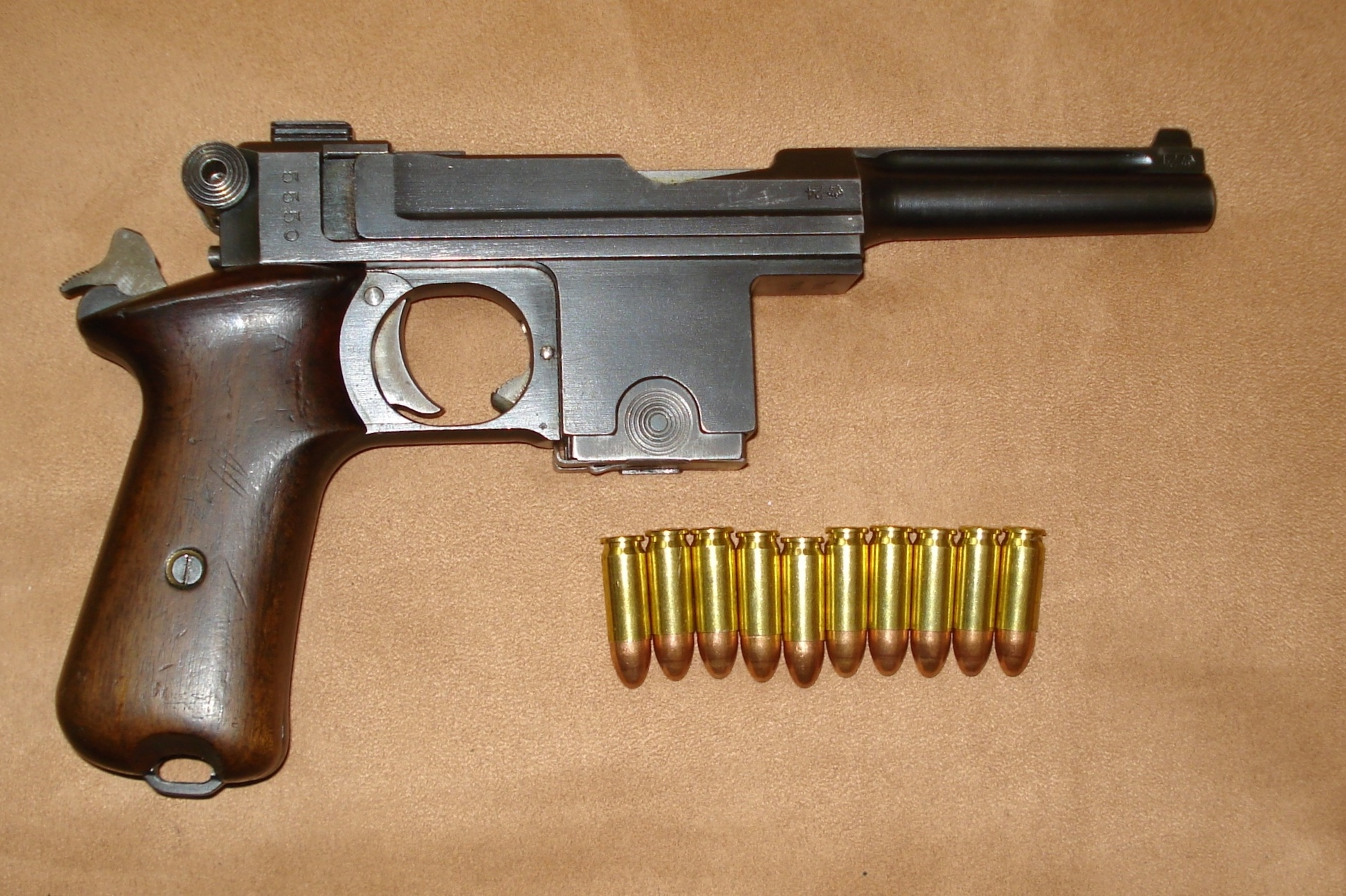
Una 9 mm Bergmann M1910/21 con municiones.
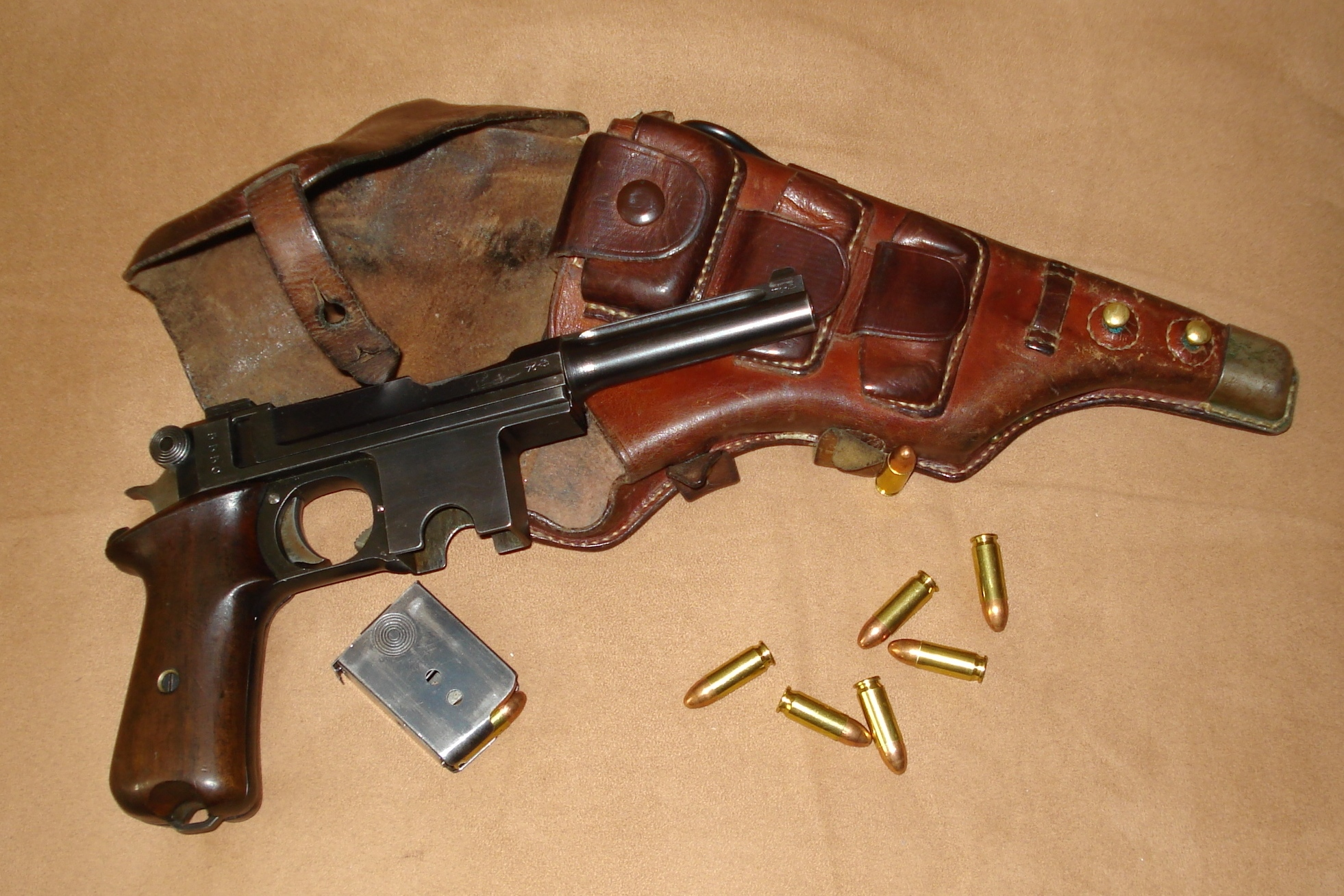
Junto a su funda.

## Otras variantes
El ejército griego también adoptó la pistola en 1913 (presumiblemente el Modelo 1910) pero, se cree que no se realizaron entregas debido al estallido de la guerra.
Las pistolas Bergmann-Bayard calibradas al .45 ACP se presentaron para las pruebas del ejército estadounidense en 1906, pero no tuvieron éxito debido a problemas con la munición utilizada.
Durante la Segunda Guerra Mundial, en abril de 1940, Alemania ocupó Dinamarca y algunas de las Bergman capturadas pasaron a formar parte de su dotación, siendo designada como Pistole 644(d) siendo marcadas con el código del Waffenamt WaAC6.

## Usuarios
- Alemania
- Dinamarca[1]
- España[2]
- Finlandia: Suministrada por Alemania durante la Guerra civil finlandesa.[3]
- Grecia[2]